# Catasetum multifissum
Catasetum multifissum är en orkidéart som beskrevs av Karlheinz Senghas. Catasetum multifissum ingår i släktet Catasetum och familjen orkidéer.
Artens utbredningsområde är Peru. Inga underarter finns listade i Catalogue of Life.